# 静岡県道417号新居浜名線
静岡県道417号新居浜名線（しずおかけんどう417ごう あらいはまなせん）は、静岡県湖西市内を通る一般県道である。

## 概要
旧東海道で国道1号浜名バイパスの旧道にあたる。制定後9年間は全線にわたって道路区域が指定されていなかったが、2016年（平成28年）4月1日に、国道1号から格下げされる区間が指定された。

### 路線データ
- 起点：静岡県湖西市新居町新居・栄町交差点
- 終点：静岡県湖西市新居町浜名・大倉戸インターチェンジ入口交差点

## 沿革
- 2007年（平成19年）3月27日 - 認定[2]
  - 起点：静岡県浜名郡新居町新居
  - 終点：静岡県浜名郡新居町浜名

- 2010年（平成22年）3月23日 - 県道の路線認定の一部改正[3]（自治体合併に伴う変更）
  - 起点：静岡県湖西市新居町新居
  - 終点：静岡県湖西市新居町浜名
- 2016年（平成28年）4月1日 - 湖西市新居町新居・栄町交差点から湖西市新居町浜名・大倉戸インターチェンジ入口交差点までの区間が新たに制定された。

## 地理

### 通過する自治体
- 静岡県湖西市

### 接続する道路
- 国道42号（湖西市新居町浜名・大倉戸インターチェンジ入口交差点）
- 国道301号（湖西市新居町新居・栄町交差点）

### 周辺
- 湖西市役所新居支所
- 湖西市立新居小学校